# Pro Bruxsel
Pro Bruxsel was een Belgische politieke partij die opkwam in het Brussels Hoofdstedelijk Gewest. De laatste voorzitter was Philippe Delstanche.

## Geschiedenis
De partij werd medio 2008 opgericht. Tijdens de regionale parlementsverkiezingen van 2009 kwam de partij op met een lijst voor zowel de Nederlandse als de Franse taalgroep in Brussel. In totaal werden ruim 8.000 stemmen behaald, wat niet voldoende was voor een zetel in het Brussels parlement. Tijdens de Brusselse regionale parlementsverkiezingen van mei 2014 kwam de partij op en sloot een apparenteringsakkoord voor het Franstalig kiescollege af met de lijsten PTB-GO, B.U.B. en de Piratenpartij. Dat leverde voor de partij geen verkozenen op. Voor de Brusselse regionale parlementsverkiezingen van mei 2019 diende de partij geen eigen lijsten meer in en steunde alleen haar eigen partijlid Benjamin Vella die als verruimingskandidaat op de lijst ECOLO stond. Die werd niet verkozen. In de loop van 2020 stopte de partij haar activiteiten op sociale media en werd de website stopgezet.

## Programma
Deze Brusselse politieke partij meende de belangen van de Brusselaars en van het Brussels Hoofdstedelijk Gewest te verdedigen. De partij streefde naar een volwaardig Brussels Gewest met dezelfde bevoegdheden als de andere gewesten. Om de invloed van de Vlaamse en de Franse Gemeenschap in Brussel te minimaliseren, wilde de partij dat de gemeenschapsbevoegdheden naar het gewest worden overgeheveld.

## Politieke mandaten

### Supranationaal, nationaal en regionaal niveau
Pro Bruxsel was nooit in het Europees Parlement, de Kamer van volksvertegenwoordigers, de Senaat of het Brussels Parlement vertegenwoordigd.

### Gemeentelijk niveau
- Watermaal-Bosvoorde: 1 zetel[2]

## Bekende (ex-) leden
- Philippe Delstanche
- Thierry Vanhecke
- Wouter Bogaert
- Jan Verbeke (gemeenteraadslid Bosvoorde)